# Епштейн Овсій Володимирович
Овсі́й Володи́мирович (Вульфович) Епште́йн (25 квітня 1933, Бобруйськ — 23 грудня 2006, Київ) — український лікар-ендокринолог, доктор медичних наук (1981), професор (1992), член-кореспондент АМН України (1993). Заслужений діяч науки і техніки України (2003), лауреат Державної премії України в галузі науки і техніки (2007, посмертно).

## Життєпис
Народився 25 квітня 1933 року у місті Бобруйськ (Білорусь) у київській сім'ї службовця та завідувачки бібліотеки. Брат — лікар-ендокринолог Борис Епштейн (1923—2020).
1956 року закінчив Київський медичний інститут, де й працював до 1967-го.
У 1967—1968 роках — у київському НДІ гематології та переливання крові. Від 1968-го — в Інституті ендокринології та обміну речовин АМНУ; протягом 1985—2006 років — завідувач лабораторії функціональної діагностики.
1981 року здобув науковий ступінь доктора медичних наук, 1982-го — професор. Від 1993 року — член-кореспондент АМНУ.
Заслужений діяч науки і техніки України (2003).

Могила Овсія Епштейна, Берковецьке кладовище

Помер 23 грудня 2006 року у Києві від раку печінки. Похований на Берковецькому кладовищі (ділянка № 2а, 50°29′16.6″ пн. ш. 30°23′42.1″ сх. д. / 50.487944° пн. ш. 30.395028° сх. д.).
Лауреат Державної премії України в галузі науки і техніки 2007 року (посмертно) — за визначення механізмів радіоіндукованих онкогематологічних та онкологічних ефектів Чорнобильської катастрофи, розробку і впровадження новітніх технологій медичного захисту постраждалих, співавтори Базика Дмитро Анатолійович, Бебешко Володимир Григорович, Богданова Тетяна Іванівна, Бруслова Катерина Михайлівна, Омельянець Микола Іванович, Романенко Аліна Михайлівна, Тронько Микола Дмитрович.

## Наукова діяльність
Напрямки наукових досліджень:
- медична радіологія та ендокринологія, зокрема
- вивчення функціонального стану печінки у хворих на тиреотоксикоз
- гормональні чинники розвитку артеріальної гіпертонії
- ожиріння як переддіабетичний стан й гіпоталамо-гіпофізарні взаємозв'язки при ньому.

Брав участь у ліквідації медичних наслідків аварії на ЧАЕС. Ініціював обстеження дітей та підлітків, які зазнали радіаційного впливу.
Запропонував метод тонкоголкової аспіраційної пункційної біопсії щитоподібної залози під контролем ехографії з наступним цитологічним, цитохімічним та імуноцитохімічним дослідженням пунктату.

## Науковий доробок
Серед робіт:
- « Ультразвукова діагностика захворювань ендокринних залоз», 1992 (співавтор)
- «Atrial Natriuretic Peptide in the Arterial Hypertension in Patients with Diabetes Mellitus», 1993
- «Ультразвукове дослідження щитоподібної залози: атлас-керівництво», 2004 (співавтор)
- «Рак щитоподібної залози: прогностичне значення морфологічних характеристик пухлин (огляд літератури та власні дослідження)», 2005, (співавтор)
- «Рак щитоподібної залози: діагностика та післяопераційне лікування», 2006, (співавтор).

Серед патентів: «Процес прогнозування латентного перебігу інфекційно-запальних захворювань будь-якої локалізації за ехоструктурними змінами в щитоподібній залозі» 2007 співавтори Гречаник Олена Іванівна та Руденко Ада Вікторівна.